# 崇州 (辽朝)
崇州，辽朝时设置州。
天显四年（929年）遼國迁渤海國崇州百姓，设崇州隆安军节度使于今辽宁省抚顺市附近，治所在崇信縣。辽国灭亡前，崇州已经废除。金殿士《辽代崇州考》，认为崇州是沿用渤海国或者唐朝安东都护府的崇州，具体地望不详。